# Tournoi d'ouverture du championnat du Mexique de football 2006
Navigation
Saison précédente Saison suivante
Le Tournoi Apertura 2006 est le vingt-et-unième tournoi saisonnier disputé au Mexique.
C'est cependant la 76e fois que le titre de champion du Mexique est remis en jeu.
Lors de ce tournoi, le CF Pachuca a tenté de conserver  son titre de champion du Mexique face aux dix-sept meilleurs clubs mexicains.
Chacun des dix-huit clubs participant au championnat était confronté une fois aux dix-sept autres. Puis les meilleurs se sont affrontés lors d'une phase finale à la fin de la saison.
Seulement une place était qualificative pour la Coupe des Champions de la CONCACAF également qualificative pour la Copa Libertadores et pour la SuperLiga.

## Les 18 clubs participants
| \| Mexico: Club América CF Atlante CD Cruz Azul Pumas UNAM Guadalajara: CF Atlas Chivas de Guadalajara Club Necaxa Deportivo Veracruz Guadalajara UAG Tecos CF Monterrey Tigres UANL CF Pachuca CA Monarcas Morelia San Luis FC Deportivo Toluca FC Club Santos Laguna Jaguares de Chiapas I Mexico Querétaro FC \| Localisation des clubs. |
| Mexico: Club América CF Atlante CD Cruz Azul Pumas UNAM Guadalajara: CF Atlas Chivas de Guadalajara Club Necaxa Deportivo Veracruz Guadalajara UAG Tecos CF Monterrey Tigres UANL CF Pachuca CA Monarcas Morelia San Luis FC Deportivo Toluca FC Club Santos Laguna Jaguares de Chiapas I Mexico Querétaro FC                               |

| Club                  | Stade                        | Capacité | Ville                    |
| Club América          | Stade Azteca                 | 105 064  | Mexico                   |
| CF Atlante            | Stade Azteca                 | 105 064  | Mexico                   |
| CF Atlas              | Stade Jalisco                | 56 713   | Guadalajara              |
| CD Cruz Azul          | Stade Azul                   | 35 161   | Mexico                   |
| UAG Tecos             | Stade Tres de Marzo          | 22 000   | Zapopan                  |
| Chivas de Guadalajara | Stade Jalisco                | 56 713   | Guadalajara              |
| Jaguares de Chiapas   | Stade Víctor Manuel Reyna    | 25 800   | Tuxtla Gutiérrez         |
| CF Monterrey          | Stade Tecnológico            | 33 485   | Monterrey                |
| CA Monarcas Morelia   | Stade Morelos                | 41 056   | Morelia                  |
| Club Necaxa           | Stade Victoria               | 25 000   | Aguascalientes           |
| CF Pachuca            | Stade Hidalgo                | 27 000   | Pachuca                  |
| Querétaro FC          | Stade Corregidora            | 34 130   | Santiago de Querétaro    |
| Pumas UNAM            | Stade Olímpico Universitario | 62 214   | Mexico                   |
| San Luis FC           | Stade Alfonso Lastras        | 25 000   | San Luis Potosí          |
| Santos Laguna         | Stade Corona                 | 18 000   | Torreón                  |
| Tigres UANL           | Stade Universitario          | 42 000   | San Nicolás de los Garza |
| Club Toluca           | Stade Nemesio Díez           | 27 000   | Toluca                   |
| Deportivo Veracruz    | Stade Luis de la Fuente      | 30 000   | Veracruz                 |

## Compétition
Le Tournoi Apertura s'est déroulé de la façon suivante :
- La phase de qualification : dix-sept journées de championnat.
- La phase de barrages : des confrontations aller-retour qualificatives pour la phase finale.
- La phase finale : des confrontations aller-retour allant des quarts de finale à la finale.

### Phase de qualification
Lors de la phase de qualification les dix-huit équipes s'affrontent à une reprise selon un calendrier tiré aléatoirement.
Les équipes sont divisées en trois groupes de six, les deux meilleures de chaque groupe sont directement qualifiées pour la phase finale. Les quatre équipes les mieux classées au classement général qui ne sont pas qualifiées pour la phase finale, sont qualifiées pour la phase de barrages.
Le classement est établi sur le barème de points classique (victoire à 3 points, match nul à 1, défaite à 0).
Le départage final se fait selon les critères suivants :
- Le nombre de points.
- La différence de buts générale.
- La différence de buts particulière.
- Le nombre de buts marqué à l'extérieur.
- Le tirage au sort.

#### Classement général
| Rang | Équipe                | Pts | J  | G | N | P  | Bp | Bc | Diff |
| ---- | --------------------- | --- | -- | - | - | -- | -- | -- | ---- |
| 1    | CD Cruz Azul          | 30  | 17 | 9 | 3 | 5  | 27 | 20 | +7   |
| 2    | Pumas UNAM            | 29  | 17 | 8 | 5 | 4  | 21 | 11 | +10  |
| 3    | Club América          | 29  | 17 | 8 | 5 | 4  | 21 | 15 | +6   |
| 4    | Club Toluca           | 27  | 17 | 7 | 6 | 4  | 27 | 16 | +11  |
| 5    | CF Monterrey          | 27  | 17 | 7 | 6 | 4  | 27 | 21 | +6   |
| 6    | CF Atlas              | 27  | 17 | 7 | 6 | 4  | 25 | 19 | +6   |
| 7    | CF Pachuca (T)        | 26  | 17 | 7 | 5 | 5  | 32 | 22 | +10  |
| 8    | Chivas de Guadalajara | 26  | 17 | 7 | 5 | 5  | 27 | 18 | +9   |
| 9    | Deportivo Veracruz    | 26  | 17 | 8 | 2 | 7  | 26 | 31 | -5   |
| 10   | Jaguares de Chiapas   | 23  | 17 | 6 | 5 | 6  | 19 | 16 | +3   |
| 11   | CF Atlante            | 23  | 17 | 6 | 5 | 6  | 19 | 20 | -1   |
| 12   | CA Monarcas Morelia   | 23  | 17 | 7 | 2 | 8  | 24 | 26 | -2   |
| 13   | San Luis FC           | 20  | 17 | 6 | 5 | 6  | 14 | 12 | +2   |
| 14   | Querétaro FC (P)      | 18  | 17 | 5 | 6 | 6  | 20 | 25 | -5   |
| 15   | Club Necaxa           | 17  | 17 | 4 | 5 | 8  | 18 | 26 | -8   |
| 16   | Tigres UANL           | 14  | 17 | 3 | 5 | 9  | 14 | 37 | -23  |
| 17   | UAG Tecos             | 13  | 17 | 3 | 4 | 10 | 22 | 35 | -13  |
| 18   | Santos Laguna         | 11  | 17 | 1 | 8 | 8  | 19 | 31 | -12  |

| Légende : Qualifications et relégations | Légende : Qualifications et relégations                                                                              |
| --------------------------------------- | --- |
|                                         | Coupe des champions 2007 (Quart de finale) Copa Libertadores 2008 (Phase de groupe) SuperLiga 2008 (Phase de groupe) |
|                                         | (T) : Tenant du titre (P) : Promu de la saison 2005-2006                                                             |

#### Matchs
| Résultats (▼dom., ►ext.)                                   | Amé | Atlt | Atls | Azu | Chi | Jag | Mon | Mor | Nec | Pac | Pum | Que | Lui | Lag | Tec | Tig | Tol | Ver |
| Club América                                               |     |      |      |     |     |     | 1-1 | 2-1 | 2-1 | 3-1 | 2-0 |     |     |     |     | 1-1 | 1-1 | 5-1 |
| CF Atlante                                                 | 0-0 |      | 0-2  |     |     | 0-1 |     | 2-0 |     |     |     |     | 1-0 | 2-3 |     | 2-0 | 2-2 | 2-0 |
| CF Atlas                                                   | 2-0 |      |      |     |     |     | 2-1 |     | 2-1 | 1-1 | 1-0 |     | 0-1 |     |     |     | 0-0 | 3-1 |
| CD Cruz Azul                                               | 1-2 | 2-1  | 2-1  |     |     | 1-0 | 2-0 |     | 1-2 |     | 0-1 |     | 0-1 | 1-0 |     |     |     |     |
| Chivas de Guadalajara                                      | 2-0 | 1-1  | 3-1  | 2-3 |     | 1-0 |     |     | 4-0 |     | 0-0 |     | 1-0 | 3-1 |     |     |     |     |
| Jaguares de Chiapas                                        | 2-0 |      | 4-0  |     |     |     | 1-1 |     | 1-0 | 0-1 | 0-1 |     | 1-1 |     |     |     | 1-1 |     |
| CF Monterrey                                               |     | 3-0  |      |     | 1-1 |     |     | 2-0 |     | 3-1 |     | 2-2 |     |     | 3-2 | 2-1 | 2-1 | 3-0 |
| CA Monarcas Morelia                                        |     |      | 1-1  | 4-4 | 3-2 | 2-1 |     |     |     |     |     | 2-0 | 1-0 | 3-2 | 2-1 |     |     |     |
| Club Necaxa                                                |     | 0-0  |      |     |     |     | 1-1 | 1-3 |     | 3-1 |     | 1-2 |     |     | 2-1 | 1-0 | 0-2 | 1-2 |
| CF Pachuca                                                 |     | 2-2  |      | 2-3 | 1-2 |     |     | 2-0 |     |     |     | 0-0 |     |     | 5-2 | 5-0 | 3-1 | 0-0 |
| Pumas UNAM                                                 |     | 0-1  |      |     |     |     | 3-0 | 1-0 | 1-1 | 1-3 |     |     |     |     | 2-0 | 5-0 | 0-0 | 3-1 |
| Querétaro FC                                               | 1-0 | 1-2  | 1-1  | 2-1 | 1-1 | 1-2 |     |     |     |     | 1-1 |     | 2-2 | 2-1 |     |     |     |     |
| San Luis FC                                                | 0-1 |      |      |     |     |     | 1-0 |     | 1-1 | 0-3 | 0-1 |     |     |     |     | 2-0 | 1-0 | 4-0 |
| Santos Laguna                                              | 0-1 |      | 1-1  |     |     | 0-0 | 2-2 |     | 2-2 | 1-1 | 1-1 |     | 0-0 |     |     |     |     |     |
| UAG Tecos                                                  | 0-0 | 3-1  | 1-6  | 1-1 | 2-1 | 2-3 |     |     |     |     |     | 0-2 | 0-0 | 4-2 |     |     |     |     |
| Tigres UANL                                                |     |      | 1-1  | 0-2 | 0-0 | 1-1 |     | 2-1 |     |     |     | 3-2 |     | 2-2 | 2-1 |     |     |     |
| Club Toluca                                                |     |      |      | 1-1 | 1-0 |     |     | 2-1 |     |     |     | 3-0 |     | 1-0 | 2-1 | 7-0 |     | 2-3 |
| Deportivo Veracruz                                         |     |      |      | 0-2 | 3-2 | 3-1 |     | 1-0 |     |     |     | 3-0 |     | 5-1 | 1-1 | 2-1 |     |     |
| - Victoire à domicile - Match nul - Victoire à l'extérieur |     |      |      |     |     |     |     |     |     |     |     |     |     |     |     |     |     |     |

#### Classements qualificatifs
La qualification pour la "Liguilla" se fait au travers des groupes régionaux. Les deux premiers de chaque groupe sont qualifiés directement. Les quatre meilleures équipes tous groupes confondus qui ne sont pas déjà qualifiées se qualifient pour la phase de barrages.
| Rang | Club                  | Pts | J  | Diff |
| 1    | CD Cruz Azul          | 30  | 17 | +7   |
| 2    | CF Atlas              | 27  | 17 | +6   |
| 3    | Chivas de Guadalajara | 26  | 17 | +9   |
| 4    | Jaguares de Chiapas   | 23  | 17 | +3   |
| 5    | Querétaro FC (P)      | 18  | 17 | -5   |
| 6    | Club Necaxa           | 17  | 17 | -8   |

| Rang | Club               | Pts | J  | Diff |
| 1    | CF Monterrey       | 27  | 17 | +6   |
| 2    | CF Pachuca (T)     | 26  | 17 | +10  |
| 3    | Deportivo Veracruz | 26  | 17 | -5   |
| 4    | CF Atlante         | 23  | 17 | -1   |
| 5    | San Luis FC        | 20  | 17 | +2   |
| 6    | UAG Tecos          | 13  | 17 | -13  |

| Rang | Club                | Pts | J  | Diff |
| 1    | Pumas UNAM          | 29  | 17 | +10  |
| 2    | Club América        | 29  | 17 | +6   |
| 3    | Club Toluca         | 27  | 17 | +11  |
| 4    | CA Monarcas Morelia | 23  | 17 | -2   |
| 5    | Tigres UANL         | 14  | 17 | -23  |
| 6    | Santos Laguna       | 11  | 17 | -12  |

### La phase de barrages
Les quatre équipes qualifiées s'affrontent d'après leur classement général, le meilleur affrontant le moins bon et ainsi de suite. L'équipe la moins bien classée accueille lors du match aller et la meilleure lors du match retour.
En cas d'égalité, c'est l'équipe la mieux classée qui se qualifie.
| Club                      | Aller | Retour | Club                     | Commentaire |
| Club Toluca (4)           | 0-1   | 2-0    | Jaguares de Chiapas (10) |             |
| Chivas de Guadalajara (8) | 2-1   | 4-0    | Deportivo Veracruz (9)   |             |

### La "Liguilla"
Les huit équipes qualifiées sont réparties dans le tableau final d'après leur classement général, le premier affrontant le huitième et ainsi de suite, la même opération est effectuée une fois que l'on connait les quatre demi-finalistes pour le tirage de ce deuxième tour. L'équipe la moins bien classée accueille lors du match aller et la meilleure lors du match retour.
En cas d'égalité lors des deux premiers tours, c'est l'équipe la mieux classée qui se qualifie. Par contre lors de la finale, si les deux équipes sont à égalité sur la somme des deux matchs des prolongations puis une séance de tirs au but ont lieu.

#### Tableau
|  |                       |                       |                       |               |               |     |   |            |            |            |            |             |     |   |        |        |        |        |        |  |  |
|  | 1/4 de finale         | 1/4 de finale         | 1/4 de finale         | 1/4 de finale | 1/4 de finale |     |   | 1/2 finale | 1/2 finale | 1/2 finale | 1/2 finale | 1/2 finale  |     |   | Finale | Finale | Finale | Finale | Finale |  |  |
|  |                       |                       |                       |               |               |     |   |            |            |            |            |             |     |   |        |        |        |        |        |  |  |
|  |                       |                       |                       |               |               |     |   |            |            |            |            |             |     |   |        |        |        |        |        |  |  |
|  | Club Toluca           | (4)                   | 0                     | 2             |               |     |   |            |            |            |            |             |     |   |        |        |        |        |        |  |  |
|  | Club Toluca           | (4)                   | 0                     | 2             |               |     |   |            |            |            |            |             |     |   |        |        |        |        |        |  |  |
|  | CF Monterrey          | (5)                   | 0                     | 1             |               |     |   |            |            |            |            |             |     |   |        |        |        |        |        |  |  |
|  | CF Monterrey          | (5)                   | 0                     | 1             | Club Toluca   | (4) | 1 | 1          |            |            |            |             |     |   |        |        |        |        |        |  |  |
|  |                       |                       |                       |               |               | (4) | 1 | 1          |            |            |            |             |     |   |        |        |        |        |        |  |  |
|  |                       |                       | CF Pachuca            | (7)           | 1             | 0   |   |            |            |            |            |             |     |   |        |        |        |        |        |  |  |
|  | Pumas UNAM            | (2)                   | CF Pachuca            | (7)           | 1             | 0   | 1 | 0          |            |            |            |             |     |   |        |        |        |        |        |  |  |
|  | Pumas UNAM            | (2)                   |                       |               |               |     |   |            |            |            |            |             |     |   |        |        |        |        |        |  |  |
|  | CF Pachuca            | (7)                   | 1                     | 1             |               |     |   |            |            |            |            |             |     |   |        |        |        |        |        |  |  |
|  | CF Pachuca            | (7)                   | 1                     | 1             |               |     |   |            |            |            |            | Club Toluca | (4) | 1 | 1      |        |        |        |        |  |  |
|  |                       |                       |                       |               |               |     |   |            |            |            |            | Club Toluca | (4) | 1 | 1      |        |        |        |        |  |  |
|  |                       | Chivas de Guadalajara | (8)                   | 1             | 2             |     |   |            |            |            |            |             |     |   |        |        |        |        |        |  |  |
|  | Club América          | Chivas de Guadalajara | (8)                   | 1             | 2             | (3) | 3 | 3          |            |            |            |             |     |   |        |        |        |        |        |  |  |
|  | Club América          |                       |                       |               |               |     | 3 | 3          |            |            |            |             |     |   |        |        |        |        |        |  |  |
|  | CF Atlas              | (6)                   | 1                     | 3             |               |     |   |            |            |            |            |             |     |   |        |        |        |        |        |  |  |
|  | CF Atlas              | (6)                   | 1                     | 3             | Club América  | (3) | 0 | 0          |            |            |            |             |     |   |        |        |        |        |        |  |  |
|  |                       |                       |                       |               |               | (3) | 0 | 0          |            |            |            |             |     |   |        |        |        |        |        |  |  |
|  |                       |                       | Chivas de Guadalajara | (8)           | 2             | 0   |   |            |            |            |            |             |     |   |        |        |        |        |        |  |  |
|  | CD Cruz Azul          | (1)                   | Chivas de Guadalajara | (8)           | 2             | 0   | 0 | 2          |            |            |            |             |     |   |        |        |        |        |        |  |  |
|  | CD Cruz Azul          | (1)                   |                       |               |               |     | 0 | 2          |            |            |            |             |     |   |        |        |        |        |        |  |  |
|  | Chivas de Guadalajara | (8)                   | 2                     | 2             |               |     |   |            |            |            |            |             |     |   |        |        |        |        |        |  |  |
|  | Chivas de Guadalajara | (8)                   | 2                     | 2             |               |     |   |            |            |            |            |             |     |   |        |        |        |        |        |  |  |

#### Quarts de finale
| Club         | Aller | Retour | Club                  | Commentaire |
| CD Cruz Azul | 0-2   | 2-2    | Chivas de Guadalajara |             |
| Club América | 3-1   | 3-3    | CF Atlas              |             |
| Club Toluca  | 0-0   | 2-1    | CF Monterrey          |             |
| Pumas UNAM   | 1-1   | 0-1    | CF Pachuca            |             |

#### Demi-finales
| Club         | Aller | Retour | Club                  | Commentaire |
| Club América | 0-2   | 0-0    | Chivas de Guadalajara |             |
| Club Toluca  | 1-1   | 1-0    | CF Pachuca            |             |

#### Finale
| Match aller | Chivas de Guadalajara | 1:1   | Club Toluca       | Stade Jalisco |  |
| 7 décembre  | Omar Bravo 44e        | (1:0) | Bruno Marioni 75e |               |  |

| Match retour | Club Toluca       | 1:2   | Chivas de Guadalajara                                | Stade Nemesio Díez |  |
| 10 décembre  | Bruno Marioni 18e | (1:0) | Francisco Javier Rodríguez 51e · Adolfo Bautista 69e |                    |  |

## Bilan du tournoi
| Tableau d'Honneur     |                       |
| Compétition           | Vainqueur             |
| Tournoi Apertura 2006 | Chivas de Guadalajara |

| Qualifications continentales 2007-2008 |                       |
| Coupe des champions                    | Qualifiés             |
| Quart de finale                        | Chivas de Guadalajara |
| Copa Libertadores                      | Qualifiés             |
| Phase de groupes                       | Chivas de Guadalajara |
| SuperLiga                              | Qualifiés             |
| Phase de groupes                       | Chivas de Guadalajara |

## Statistiques

### Buteurs
| Rang | Nom               | Équipe                | Buts |
| 1    | Bruno Marioni     | Club Toluca           | 15   |
| 2    | Omar Bravo        | Chivas de Guadalajara | 11   |
| 3    | Miguel Sabah      | CD Cruz Azul          | 10   |
| 4    | Kléber Boas       | Club Necaxa           | 9    |
| 4    | Salvador Cabañas  | Club América          | 9    |
| 6    | Adolfo Bautista   | Chivas de Guadalajara | 8    |
| 6    | Alberto Medina    | Chivas de Guadalajara | 8    |
| 6    | Juan Carlos Cacho | CF Pachuca            | 8    |
| 6    | Mauro Néstor Gerk | Querétaro FC          | 8    |
| 6    | Sebastián Abreu   | CF Monterrey          | 8    |